# جورج زيمر
جورج زيمر (بالإنجليزية: George Zimmer)‏ هو شخصية أعمال ورائد أعمال أمريكي، ولد في 21 نوفمبر 1948 في نيويورك في الولايات المتحدة.

## وصلات خارجية
- جورج زيمر على موقع إن إن دي بي (الإنجليزية)